# Stiftung Brandenburger Tor

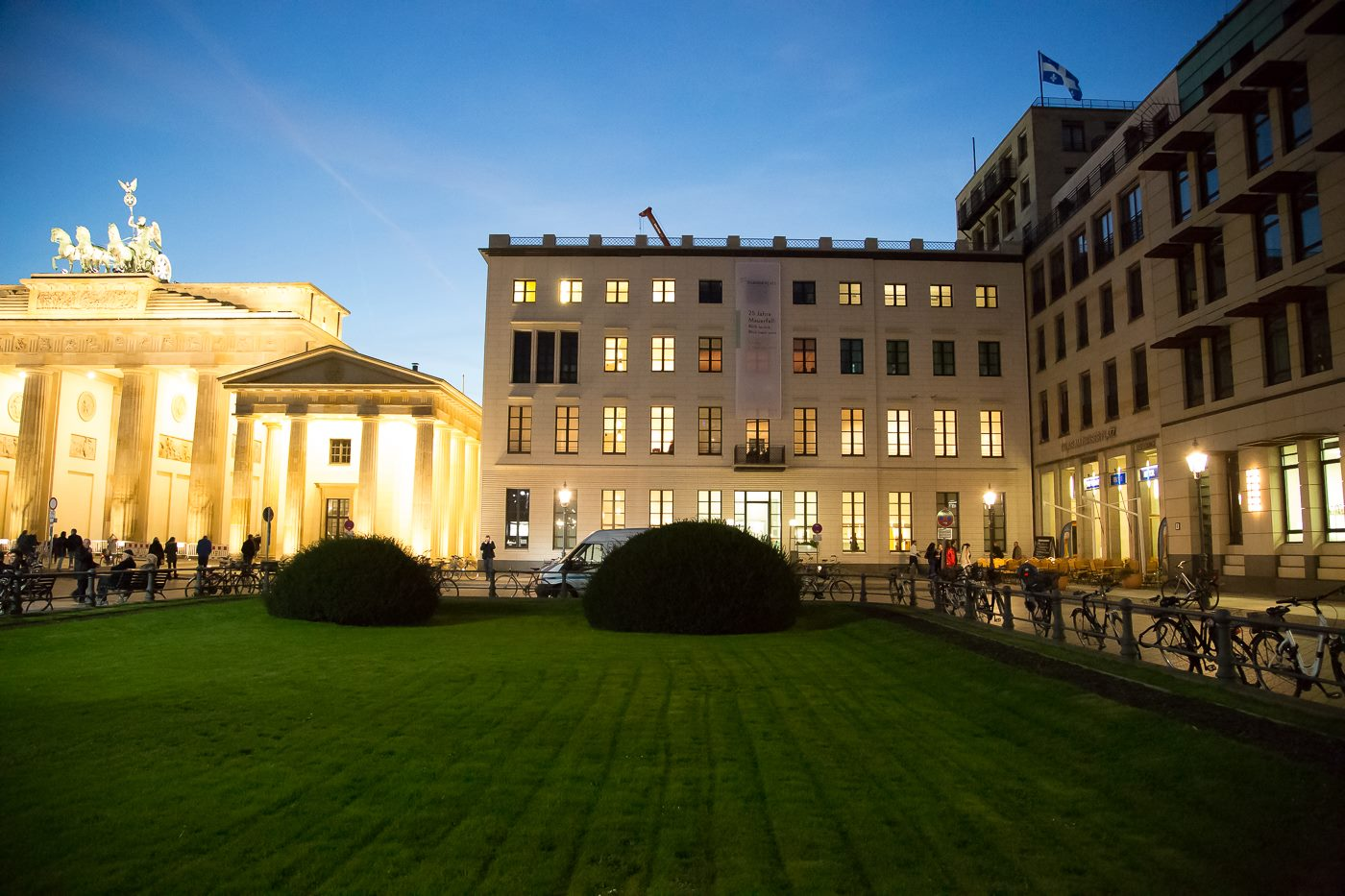
Sitz der Stiftung im Max Liebermann Haus in Berlin

Die Stiftung Brandenburger Tor ist die Kulturstiftung der Berliner Sparkasse und hat ihren Sitz im wieder aufgebauten Haus von Max Liebermann am Pariser Platz neben dem Brandenburger Tor in Berlin.

## Tätigkeit
Die 1997 ursprünglich von der Bankgesellschaft Berlin gegründete Stiftung Brandenburger Tor hat seit dem Jahr 2000 ihren Sitz im Max Liebermann Haus am Brandenburger Tor. Das wieder aufgebaute Haus von Max Liebermann am Pariser Platz, direkt neben dem Brandenburger Tor, ist ein einzigartiger Ort deutscher Geschichte. Nirgendwo in Deutschland sind Glanz, Gefährdung und Untergang von Kultur enger miteinander verknüpft als im Haus von Max Liebermann an diesem prominenten Platz am Brandenburger Tor, dessen Bedeutung vom Lokalen ins Europäische reicht.
Daraus leitet die Stiftung Brandenburger Tor als Kulturstiftung der Berliner Sparkasse ihren Auftrag ab, die Bedeutung der Kultur für unsere Zivilgesellschaft hervorzuheben und zu stärken. Sie widmet sie sich der ästhetischen Bildung, veranstaltet Ausstellungen im eigenen Haus und initiiert Kulturdebatten sowie Konferenzen, Projekte und Bildungsprogramme.
Die Programmschwerpunkte der Stiftung sind
- Ausstellungen
- Literatur
- Ästhetische Bildung
- Kunstmarkt und Kulturpolitik

## Organisation
Organe der Stiftung sind das Kuratorium und der Vorstand. Dieser wird bei der Erfüllung seiner operativen Arbeit in den Förderbereichen durch einen Beirat unterstützt. Dem Vorstand, bestehend aus Bianca Richardt, Leiterin des Bereichs Stiftungen der Berliner Sparkasse, und Peter-Klaus Schuster, obliegt die Geschäftsführung und Vertretung nach außen. Er ist für die Erfüllung der Satzungszwecke durch operative Arbeit und Förderung verantwortlich. Das Kuratorium überwacht die Geschäftsführung durch den Vorstand und die Vermögensverwaltung. Kuratoriumsvorsitzender ist seit 2021 Peter-André Alt, Vorsitzender Präsident der Hochschulrektorenkonferenz. Bei der Auswahl und Ausgestaltung der Projekte wird der Vorstand durch einen Beirat beraten.
Ehemalige Sprecherin des Vorstandes war von 1997 bis Ende 2013 Monika Grütters, zusammen mit Pascal Decker als einfachem Vorstandsmitglied. Pascal Decker war daraufhin von 2014 bis zu seinem Rücktritt am 31. Mai 2018 geschäftsführender Vorstand der Stiftung. Der frühere Bundespräsident Roman Herzog war von 1999 bis 2015 Kuratoriumsvorsitzender.

## Max-Liebermann-Haus
Im Jahr 1844 wurde das Haus vom Schinkel-Schüler August Stüler erbaut. Mit seiner sachlichen Architektur wirkte das dreigeschossige Haus klar und nüchtern. Auf Wunsch des preußischen Königs Friedrich Wilhelm IV. wurde dafür gesorgt, dass das Haus das Brandenburger Tor nicht überragte. Aus Gründen der Symmetrie erhielt das Brandenburger Tor vom selben Architekten auf der anderen Seite ein architektonisches Pendant.
1857 erwarb Max Liebermanns Vater das Haus am Pariser Platz Nr. 7 oder wie Max Liebermann es selbst gern auszudrücken pflegte: Jleich wenn Se [zu Berlin] rin komm’, links!. 1892 zog dieser mit seiner Frau Martha und Tochter Käthe in den 2. Stock des Hauses ein. Zu seinen Nachbarn gehörten preußische Großgrundbesitzer, alter und neuer Adel, Industrielle sowie die Französische Botschaft. Der deutsch-jüdische Maler und bedeutendste Vertreter des deutschen Impressionismus lebte nicht nur im Haus am Pariser Platz, sondern arbeitete dort auch, auf dem Dach hatte er sich sein legendäres Atelier, von dem Architekten Hans Grisebach, nach einem langen Prozess gegen den Kaiser Wilhelm II., errichten lassen. 1933, nach der Machtübernahme der Nationalsozialisten, wurde Max Liebermann Arbeitsverbot erteilt, woraufhin er aus der Preußischen Akademie der Künste, deren Präsident er bis dahin war, austrat. 1935 starb er in seinem Haus am Brandenburger Tor. Martha Liebermann wurde 1936 aus ihrem Haus vertrieben, nachdem die Nazis den Judenbann über sie verhängt hatten.
Im Winter 1942/1943 erlitt sie einen Schlaganfall. Nachdem sie am 5. März 1943 die Aufforderung zur Deportation nach Theresienstadt erhalten hatte, nahm sie eine Überdosis Schlaftabletten und starb am 10. März 1943. An sie erinnert ein Stolperstein des Künstlers Gunter Demnig vor dem Hauseingang des Hauses am Pariser Platz.
1943 fiel das Haus einem Bombenangriff zum Opfer. Das heutige Max-Liebermann-Haus wurde nach dem Fall der Mauer und der wiedergewonnenen Einheit Deutschlands im Sinne einer „kritischen Rekonstruktion“ durch Josef Paul Kleihues in Anlehnung an das historische Vorbild wieder aufgebaut. Für die Innenraumgestaltung war die Innenarchitektin Margit Flaitz verantwortlich.
Heute gehört das Haus der Familie Harald Quandt aus Bad Homburg.

## Projekte

### Aktuelle Projekte
- Anrainer des Pariser Platzes[3]
- Arnheim Lecture
- Ästhetische Bildung
- Berliner Stiftungswoche[4]
- im Atelier Liebermann
- Kinder kuratieren_Takeover. Ein Projekt der Stiftung Brandenburger Tor und des Gropius Bau[5]
- Kunsthandel in Berlin
- Kultursalon
- Max – Artists in Residence an Schulen (Das Programm Max  – Artists in Residence an Grundschulen hat am 10. Juli 2018 den 1. Preis beim Wettbewerb Kinder zum Olymp!, eine Bildungsinitiative der Kulturstiftung der Länder, gewonnen. Bundespräsident Frank-Walter Steinmeier hat den Preis verliehen.)[6]
- Torschreiber am Pariser Platz
- Welttag der Poesie

### Vergangene Projekte
- Literarisches Tandem
- Brücken im Kiez
- Schulen übernehmen Verantwortung
- StattSchule – im Leben lernen
- Jugend übernimmt Verantwortung
- ART. TALKING BUSINESS.[7]
- Hauptstadtkulturgespräch
- Kunst und Spiele

## Kooperationen

### Aktuelle Kooperationen
- Allianz Kulturstiftung
- Anrainer des Pariser Platzes
- Berliner Stiftungswoche
- DAAD – Deutscher Akademischer Austauschdienst
- Gropius Bau
- Humboldt-Universität zu Berlin[8]
- Robert Bosch Stiftung
- Stiftung Preußischer Kulturbesitz – Staatliche Museen zu Berlin
- Universität der Künste Berlin

### Vergangene Kooperationen
- Berlin-Brandenburgische Akademie der Wissenschaften
- Deutsche Kinder- und Jugendstiftung
- Deutscher Kulturrat
- Gesellschaft der Freunde der Akademie der Künste
- Kulturpolitische Gesellschaft e. V.
- Literaturport
- Märchenland e. V.
- Mercedes-Benz Berlin
- Schering Stiftung
- VBKI: Verein Berliner Kaufleute und Industrieller gGmbH